# За лесом, где подлый враг
«За лесом, где подлый враг» — один из первых рассказов российского писателя-фантаста Сергея Лукьяненко. Рассказ был впервые опубликован в журнале «Уральский следопыт» в 1988 году. Переиздан в авторских сборниках «Л — значит люди» и «Проводник отсюда».

## Сюжет
Военные проводят обстрел противника из различных видов оружия, а в ответ «подлый враг» всегда отвечает из такого же типа оружия в то же самое место, откуда в него стреляли. Один из героев, Стрелок, уже три года участвует в перестрелке, но так и не увидел ни разу этого врага. Из леса выходит Странник с сыном на руках. Мальчика зацепило парализатором одного из военных. Странник пробыл у военных до утра, рассказывая различные истории. Когда он собрался уходить, Стрелок вспомнил, что так и не узнал про «подлого врага», мимо которого должен был проходить Странник, и спросил о нём. На это сын Странника ответил, что за лесом река, на берегу которой стоят старые склады, накрытые защитным полем. Брошенный мальчиком камень отлетел обратно ему в руку.

## Создание и издание
Лаборатория Фантастики
Рассказ «За лесом, где подлый враг» Сергея Лукьяненко впервые был напечатан в 1988 году в декабрьском номере журнала «Уральский следопыт» в подборке рассказов начинающих писателей журнала в журнале «Аэлита — 88».
Рассказ стал первым написанным, но не первым опубликованным произведением писателя. По словам Лукьяненко, ошибочное мнение о том, что именно этот рассказ стал его первой публикацией, сложилось из-за большого тиража «Уральского следопыта», в то время как первым был опубликован рассказ «Нарушение» в алма-атинском молодёжном журнале «Заря».
Писатель признаётся, что писать фантастику на первом курсе института начал от скуки. В течение вечера были написаны два или три фантастических рассказа, одним из которых стал «За лесом, где подлый враг». По словам Лукьяненко, именно публикация этого рассказа в «Уральском следопыте» «дала ему путёвку в жизнь». После участия в конкурсе молодых авторов на фестивале фантастики «Аэлита» в 1989 году будущий писатель получил рекомендацию на семинар в Дубулты. На этом семинаре Лукьяненко познакомился с критиками — Сергеем Переслегиным, Сергеем Бережным, Андреем Чертковым, с писателями — Сергеем Ивановым, Людмилой Козинец, Львом Вершининым, Владимиром Васильевым.
После печати в «Уральском следопыте» рассказ неоднократно включался в сборники фантастики. В 1989 году вошёл в состав антологии «Возвращение динозавров» Трофимова, подготовленной авторским коллективом объединения «Фантастика» при Алма-Атинском молодёжном комплексе «Отрар» и изданной в Кыргызстане тиражом 200 000 экземпляров. В 1999 и 2005 годах рассказ входил в состав авторских сборников Лукьяненко «Л — значит люди», вышедших суммарным тиражом в 83 000 экземпляров. В 2006 году попал в сборник рассказов «Проводник отсюда», в 2007 году — в сборник «Временная суета». В 2010 году рассказ был включён в два издания сборников малой прозы Лукьяненко «Новая, новая сказка», вышедших в «АСТ» в сериях «под Дозоры» и «Библиотека мировой фантастики». В конце 2015 года вышел авторский сборник рассказов Сергея Лукьяненко «Именем Земли», в состав которого также вошёл рассказ «За лесом, где подлый враг».